# Vereinigte Linke (1976)
Die Vereinigte Linke (VL) war eine sozialistische Partei in der Bundesrepublik Deutschland, die von 1976 bis 1981 existierte und die an der Bundestagswahl 1976 teilnahm.

## Bestandszeitraum
Die Gründung der Vereinigten Linken fand am 1. Februar 1976 statt. Ihr Vorläufer war eine Initiative Partei der Arbeit, die bereits seit Juli 1975 bestand. Die VL wurde den sozialistischen Kleingruppen zugerechnet und verfügte über einen Landesverband in Nordrhein-Westfalen, ihre Mitgliederzahl betrug 126. Die VL hielt Parteitage ab; ein politisches Programm wurde 1977 veröffentlicht. Parteivorsitzender war der Angestellte Klaus-Erich Rieseberg aus Mülheim an der Ruhr. Die Auflösung der Partei erfolgte am 9. Februar 1982.

## Bundestagswahl 1976
Die Vereinigte Linke nahm nur an der Bundestagswahl 1976 in einem Bundesland teil. Sie trat in Nordrhein-Westfalen mit einer Landesliste mit 6 Kandidaten und vier Kreiswahlvorschlägen (Wahlkreise Köln I, II und IV sowie Mülheim) an. Sechs der insgesamt sieben Bewerber waren zwischen 25 und 34 Jahre alt, einer war jünger. Alle Kandidaten waren berufstätig (2 in Fertigungs-, 2 in technischen- und 3 in Dienstleistungsberufen).
Die Vereinigte Linke erhielt bei dieser Bundestagswahl 217 Erst- und 707 Zweitstimmen.

## Politische Orientierung
Die Vereinigte Linke trat für eine sozialistische Rätedemokratie in Deutschland, die friedliche Wiedervereinigung und ein neutrales Deutschland außerhalb von NATO und Warschauer Pakt ein.